# Jurjai járás

A Jurjai járás a Kirovi területen

A Jurjai járás (oroszul Юрьянский район) Oroszország egyik járása a Kirovi területen. Székhelye Jurja.
A járás másik jelentős települése, Murigino a 20. században nagy papíripari kombinátjáról volt híres.

## Népesség
- 1989-ben 34 311 lakosa volt.
- 2002-ben 22 893 lakosa volt.
- 2010-ben 20 128 lakosa volt, melyből 19 324 orosz, 149 ukrán, 114 udmurt, 78 mari, 71 tatár.